# Tetrastigma nitens
Tetrastigma nitens là một loài thực vật hai lá mầm trong họ Nho. Loài này được (F. Muell.) Planch. miêu tả khoa học đầu tiên năm 1887.